# 普羅法爾海崖
普羅法爾海崖（英語：Profile Bluff），是南極洲的海崖，位於維多利亞地的斯科特海岸，處於韋勒山和霍賴曾海崖之間，屬於夸特梅因山脈的一部分，海拔高度2,070米，現時由南極條約體系管理。